# Márcio dos Santos
Márcio dos Santos Canhas (São Paulo, 10 de diciembre de 1973-Huancayo, 27 de octubre de 2002) fue un futbolista brasileño que jugaba de delantero. Solo pudo jugar en clubes de América. Hizo su debut profesional jugando en el Nacional de su país, el cual fue su primer club. Mientras que el Deportivo Wanka del Perú sería su último equipo.
Un hecho anecdótico en el Perú haría que este futbolista sea recordado: en su último partido oficial anotaría el gol del triunfo para Deportivo Wanka ante su exequipo (Alianza Lima). Poco después de jugar dicho partido, que terminó 3 a 1, se fue con su esposa al hotel donde ambos se hospedaban y, mientras veían la repetición del partido, empezó a sentir dolores en la cabeza. El médico le recetó analgésicos, pero el futbolista moriría una hora después.

## Trayectoria
| Club              | País     | Año       |
| ----------------- | -------- | --------- |
| Nacional          | Brasil   | 1993-1996 |
| Deportivo Pereira | Colombia | 1997-1999 |
| Alianza Lima      | Perú     | 1999      |
| Deportivo Pasto   | Colombia | 2000      |
| Real Sociedad     | México   | 2000      |
| Deportivo Wanka   | Perú     | 2001      |
| Rangers           | Chile    | 2001-2002 |
| Deportivo Wanka   | Perú     | 2002      |

## Palmarés

### Títulos nacionales
| Título                                    | Club         | País   | Año  |
| ----------------------------------------- | ------------ | ------ | ---- |
| Campeonato Paulista de Futebol (Série A3) | Nacional     | Brasil | 1994 |
| Torneo Clausura                           | Alianza Lima | Perú   | 1999 |